# برش کارگردان

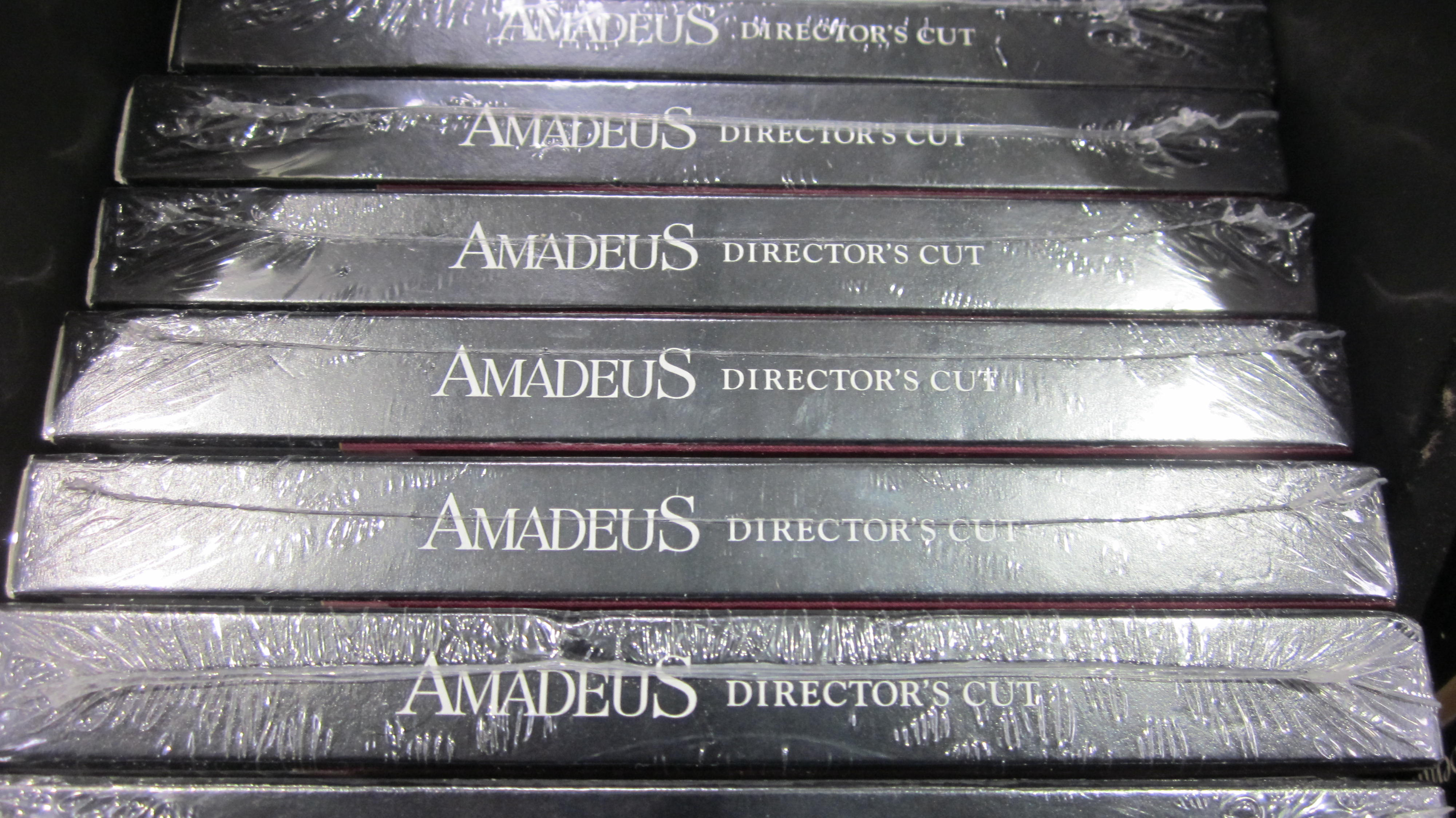
فیلم آمادئوس «برش کارگردان» نمونه‌ای از این مفهوم است.

برش کارگردان (به انگلیسی: Director's cut) نسخه ویرایش یک فیلم (یا اپیزود تلویزیونی، موزیک ویدیو، بازی ویدیویی) است که قرار است به نمایندگی از ویرایش تأیید خود کارگردان است. «کات» صریحاً به روند تدوین فیلم اشاره دارد. در تهیه یک فیلم برای اکران، برش کارگردان قبل از مونتاژ و برش سردبیر است و معمولاً برش نهایی برای اکران فیلم عمومی به دنبال دارد.
برش‌های فیلم کارگردان عموماً در معرض دید عموم قرار نمی‌گیرد زیرا در اکثر فیلم‌ها کارگردان از امتیاز نهایی برخوردار نیست. کسانی که پولشان در این فیلم سرمایه‌گذاری کرده‌اند، مانند شرکت‌های تولیدکننده، توزیع کنندگان یا استودیوها، ممکن است تغییراتی را برای سودآوری بیشتر فیلم در گیشه ایجاد کنند. گاهی این به معنای پایان شادتر یا ابهام کمتر، یا به استثنای صحنه که یک مخاطب محدود بیشتری را کسب امتیاز است، اما اغلب بدان معنی است که فیلم است که به سادگی کوتاه به ارائه نمایش بیشتر در روز.
با ظهور ویدئوهای خانگی، این عبارت به‌طور عام تری به عنوان اصطلاح بازاریابی مورد استفاده قرار گرفت (شامل رسانه‌هایی مانند کمیک بوک و آلبوم‌های موسیقی، که هیچ‌یک از آنها در واقع کارگردان ندارند)، و رایج‌ترین شکل برش کارگردان در مواردی است که اضافی صحنه‌ها و شخصیت‌ها به آن اضافه می‌شوند، که اغلب باعث کاهش قابل توجه کارگردان نسبت به برش نهایی می‌شوند.

## منشأ عبارت
به‌طور سنتی، «برش کارگردان» طبق تعریف، برش ایده‌ال یا ترجیحی کارگردان نیست. فرایند ویرایش یک فیلم به مراحل شکسته: اول برش مونتاژ / خشن، که در آن همه انتخاب طول می‌کشد با هم در نظم که در آن باید در فیلم به نظر می‌رسد قرار داده‌است. بعد، برش سردبیر از برش خشن کاهش می‌یابد. سردبیر ممکن است با سلیقه خود یا یادداشت‌های زیر از کارگردان یا تهیه‌کنندگان هدایت شود. در نهایت برش نهایی است که در واقع آزاد یا پخش می‌شود. در بین برش ویرایشگر و برش نهایی می‌تواند هر تعداد برش خوب، از جمله برش مدیر وجود داشته باشد. برش کارگردان ممکن است شامل موارد نامطلوبی، موسیقی متن اولیه، فقدان عکس‌های انتخابی و غیره باشد، که کارگردان دوست ندارد نشان داده شود اما تا جایگزینی رضایت بخش از آنها به عنوان جایگزین استفاده می‌کند. هنوز هم این اصطلاح در صنعت فیلم‌سازی و همچنین تبلیغات تجاری، تلویزیونی و موزیک ویدیوها به کار می‌رود

## شروع
روند انتشار برش‌های متناوب فیلم به دلایل هنری در دهه ۱۹۷۰ برجسته شد. در سال ۱۹۷۴، «برش کارگردانی» گروه وحشی به‌طور نمایشی در لس آنجلس برای مخاطبان فروخته شده به نمایش درآمد. [۱] اکران نمایشی فیلم ده دقیقه به طول انجامید تا رتبه R را به‌دست آورد، اما این برتری برتر شناخته شد و اکنون به قطعی تبدیل شده‌است. از دیگر نمونه‌های اولیه می‌توان به دو فیلم اول جورج لوکاس که پس از موفقیت جنگ ستارگان دوباره در اکران قرار گرفتند، در بریدگی‌هایی که بیشتر به چشم‌انداز وی شباهت داشت یا پیتر بوگدانوویچ چندین بار نمایش آخرین عکس را برش داد. چارلی چاپلین همچنین همه فیلم‌های خود را در دهه ۱۹۷۰ دوباره اکران کرد، که چند فیلم دیگر از آنها ساخته شد (اکران مجدد فیلم The Rush Rush در دهه ۱۹۴۰ توسط چاپلین تقریباً به‌طور قطع اولین نمونه برجسته فیلم برش مجدد یک کارگردان است که به عموم). در اکران مجدد نمایشی نزدیک برخوردهای نوع سوم از عبارت «نسخه ویژه» برای توصیف برشی استفاده شد که نزدیک تر به هدف اسپیلبرگ بود اما خواستار استودیو پایان سازشی بود. همان‌طور که صنعت ویدئوی خانگی در اوایل دهه ۱۹۸۰ افزایش یافت، برخی اوقات انتشارات ویدئویی کاهش کارگردان برای بازار کوچک اما اختصاصی طرفداران فرقه ایجاد می‌شد. ایستگاه کابل لس آنجلس Z Channel نیز در محبوبیت کاهش جایگزین قابل توجه است. از نمونه‌های اولیه از فیلم در این روش منتشر شد شامل مایکل چیمینو را دروازه بهشت ، که در آن یک برش دیگر از تئاتر به یاد می‌آورد اما پس از آن نشان داده شده در کابل و در نهایت به فیلم خانه منتشر شد؛ جیمز کامرون را بیگانگان، که در آن فایل‌های ویدئویی ۲۰ دقیقه استودیو در برش اصرار کرده بود دوباره بازسازی؛ جیمز کامرون را در مغاک، که در آن کامرون به‌طور داوطلبانه کاهش به نسخه نمایشی برای قدم زدن ساخته شده اما آنها را برای انتشار ویدئو ترمیم، و معروف‌ترین، ریدلی اسکات را بلید رانر، که در آن از نسخه workprint جایگزین را به تحسین فن منتشر شد، در نهایت منجر به در سال ۱۹۹۲، اولین فیلمی که اصطلاح «برش کارگردان» را به عنوان توصیف بازاریابی به کار برد (و اولین باری بود که برای توصیف برشی استفاده شد که کارگردان در تهیه آن مشارکت نداشت).

## انتقاد
هنگامی که توزیع کنندگان دریافتند که مصرف‌کنندگان نسخه‌های دیگری از فیلم‌ها را خریداری می‌کنند، دریافت چندین نسخه از اکران برای فیلم‌ها متداول می‌شود. هیچ استانداردی برای برچسب گذاری وجود ندارد و منجر به اصطلاحاً «برش کارگردان» از فیلم‌ها می‌شود، با وجود اینکه کارگردان نسخه نمایش داده شده را ترجیح می‌دهد یا وقتی که کارگردان دارای امتیاز نهایی نهایی است. این صحنه‌ها اغلب با بازیابی ساده صحنه‌های حذف شده جمع می‌شدند، گاهی حتی به اندازه نیم ساعت به طول فیلم بدون توجه به قدم زدن و قصه گویی اضافه می‌شدند.
در نتیجه، «برش کارگردان» اغلب یک کیسه مخلوط در نظر گرفته می‌شود، با سهم مساوی طرفداران و مخالفان (از جمله پیتر جکسون و جیمز کامرون برای مورد دوم؛ هر کدام عبارات «ویژه» و «گسترش» را ترجیح می‌دهند). راجر ابرت استفاده از برچسب در فیلمهای ناموفق را که توسط مدیران استودیو دستکاری شده بود، مانند برش اصلی سرجیو لئونه از روزی روزگاری در آمریکا ، و نسخه تئاتری نسبتاً موفقیت‌آمیز Daredevil ، [۵] که با تداخل استودیو برای نمایش در تئاتر تغییر یافت. کاهش دیگر-به خوبی دریافت کارگردان عبارتند از ریدلی اسکات را پادشاهی آسمان (با امپراتوری مجله بیان کرد: «اضافه شده ۴۵ در برش مدیرعامل در دقیقه مانند تکه‌های گم شده از یک پازل زیبا اما ناقص است»)، یا سام پکینپا را پت گرت و بیلی بچه، جایی که برش ۱۱۵ دقیقه ای ترمیم شده نزدیک تر از ۱۰۶ دقیقه تئاتر است (برش واقعی کارگردان ۱۲۲ دقیقه بود؛ هرگز برای رضایت پکینپا کامل نشد، اما به عنوان راهنما استفاده شد) برای ترمیم که پس از مرگ او انجام شد).
گاهی این اصطلاح یک ترفند بازاریابی است. به عنوان مثال، ریدلی اسکات در متن تفسیر کارگردان Alien اظهار داشت که نسخه اصلی تئاتر "برش کارگردان" وی بود و نسخه جدید به عنوان ترفند بازاریابی منتشر شد. [۷] کارگردان پیتر بوگدانوویچ، که هیچ‌کس با برش‌های خود بیگانه نیست، رودخانه قرمز را به عنوان مثال ذکر می‌کند که "MGM نسخه ای از رود سرخ هوارد هاوکس را دارد که آنها آن را مدیر برش می‌نامند و این قطعاً کارگردان نیست. مدیر نمی‌خواست، یک برش قبلی که ناخواسته بود. آنها تصور می‌کنند که طولانی تر است که یک کارگردان است. کاپرا دو حلقه را ازLost Horizon جدا کرد زیرا کار نمی‌کرد و سپس کسی سعی کرد آن را دوباره برگرداند. آنجا مطمئناً اشتباهات و حماقت‌هایی در بازسازی تصاویر است. "
در برخی موارد، مانند پیتر ویر را پیک نیک در حلق آویز سنگ، رابرت وایز را پیشتازان فضا: فیلم، جان کاساوتیس اون کشته شدن یک Bookie با چینی، بلیک ادواردز را عزیزم لیلی و فرانسیس فورد کاپولا را پدرخوانده کودا ، [۹] تغییراتی که در برش کارگردان ایجاد شد منجر به مدت زمان بسیار مشابه یا برش فشرده تر و کوتاه‌تر شد. این اتفاق عموماً هنگامی اتفاق می‌افتد که توزیع کننده اصرار دارد فیلمی برای رسیدن به تاریخ اکران تکمیل شود، اما گاهی این نتیجه حذف صحنه‌هایی است که توزیع کننده اصرار داشت آنها را وارد کند، در عوض بازگرداندن صحنه‌هایی که اصرار داشتند آنها را برش دهند.
راه دیگری که می‌تواند برش‌های کارگردان منتشر شده را به خطر بیندازد این است که هرگز به کارگردانان اجازه داده نمی‌شود حتی دید خود را فیلمبرداری کنند و بنابراین وقتی فیلم مجدداً قطع می‌شود، آنها باید با فیلم‌های موجود سازگار شوند. مثال‌های آن شامل تری Zwigoff را بد سانتا، برایان Helgeland را پس‌گیری، و مهم‌ترین آنها ریچارد دانر دوباره برش سوپرمن دوم سوپرمن ۲:ریچارد دانر کات. دونر حدود ۷۵٪ از فیلمبرداری دنباله را در طول فیلمبرداری فیلم اول به پایان رساند اما از پروژه اخراج شد. بریدگی فیلم توسط کارگردان وی شامل موارد دیگر شامل فیلم‌های تست صفحه نمایش ستاره‌های کریستوفر ریو و مارگوت کیدر، فیلم‌های استفاده شده در فیلم اول و کل صحنه‌هایی است که توسط کارگردان جایگزین ریچارد لستر فیلمبرداری شده‌است که دونر از آنها بدش نمی‌آید اما برای اهداف داستان مورد نیاز است. .